# Wormaldia occidea
Wormaldia occidea là một loài Trichoptera trong họ Philopotamidae. Chúng phân bố ở miền Tân bắc.